# Pedro Núñez de Villavicencio

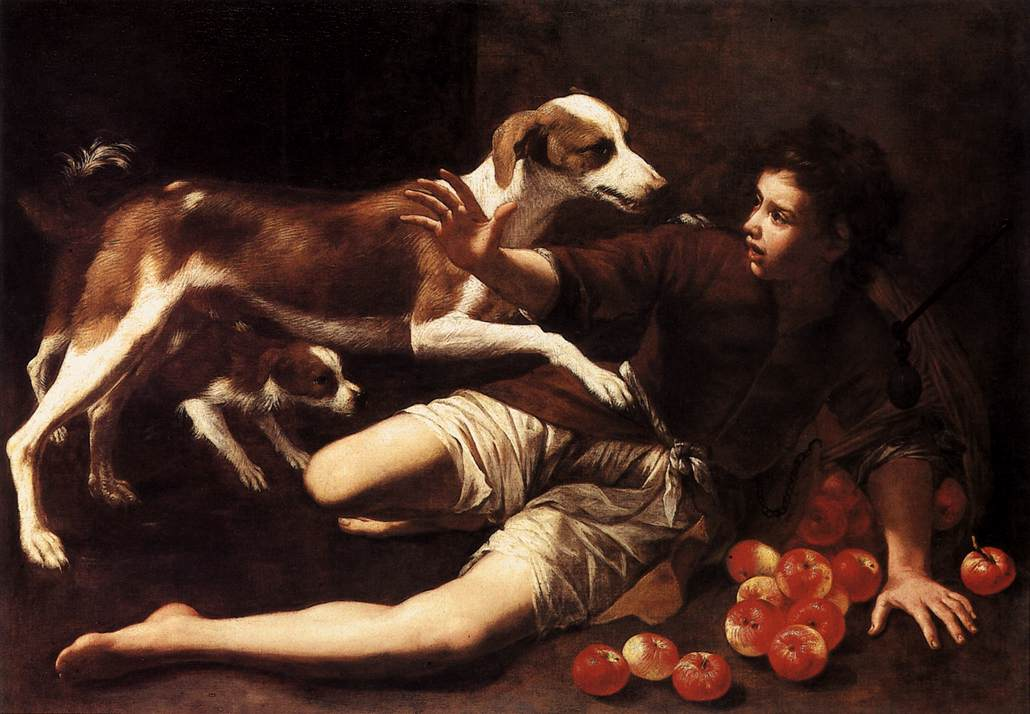
Muchacho atacado por perros, o La cesta de manzanas caída, óleo sobre lienzo, 96,5 x 136,5 cm, Budapest, Museo de Bellas Artes.

Pedro Núñez de Villavicencio (Sevilla, 1644-Madrid, 1695) fue un pintor barroco español.

## Vida y obra
Nacido en Sevilla, era miembro de una destacada familia hidalga andaluza, en calidad de lo cual ingresó en 1660 como caballero de la Soberana Orden de San Juan de Jerusalén. Por ello debió trasladarse a la isla de Malta, sede de la Orden y de su Gran Maestre, para realizar las pruebas como caballero, desarrollando allí las preceptivas labores de intendencia y también de tipo bélico (especialmente contra los turcos). De esa forma, en 1668 alcanzó el grado de supervisor de soldados y, en 1672 llegaría al de capitano.
En lo artístico, antes de su incorporación a la Orden de san Juan y partida hacia Malta, participó en la fundación y primer funcionamiento de la Academia de Pintura y dibujo de Sevilla, que fundaran Murillo y Herrera el Mozo. Su participación fue, para su edad, ciertamente excepcional, pagando algunos de los aditamentos de la sala de la lonja hispalense donde tenía su sede la institución artística. 
Una vez en Malta, entró en contacto con el pintor calabrés Mattia Preti, que se encontraba en la isla llamado por el Gran Maestre para la decoración de la iglesia prioral de La Valetta. Por su gran empeño decorando las bóvedas y los altares de la iglesia, Preti fue nombrado caballero "de gracia", es decir, nombrado por gracia del Gran Maestre, no creado caballero por sus méritos nobiliarios y militares. Núñez de Villavicencio, que era caballero de "justicia", pasó a ser un verdadero discípulo del italiano. Los biógrafos de Núñez de Villavicencio aseguran que fue un gran copista de su maestro en Malta. Se conserva en la isla, alguna obra de Villavicencio especialmente significativa, como la Aparición de la Virgen a san Felipe Neri de la iglesia de Portosalvo (Senglea), firmada y fechada en 1668, año de su primer nombramiento militar. Con motivo del segundo nombramiento, en 1672, debió producirse la donación de una tabla italiana renacentista a la iglesia de la localidad maltesa de Zeitun, fechada en ese año y con inscripción relativa a Núñez de Villavicencio. 
Sin embargo, la estancia en Malta no fue continuada, pues diversos viajes, además de los propiamente militares, le llevaron varias veces a Sevilla, e incluso a Italia (Roma, 1673). En sus breves regresos a su ciudad natal aprovechó para, por ejemplo, retratar al recientemente nombrado arzobispo hispalense Ambrosio Ignacio de Spínola (1670), demostrando lo mucho que conocía el estilo murillesco cuando no estaba bajo el influjo claroscurista de Preti, y que es cierto lo que los clásicos de la historiografía del arte señalan: su gran capacidad como retratista. En otra ocasión aprovecharía para ingresar en la prestigiosa y elitista Hermandad de la Caridad.
Parece constatarse que regresó definitivamente a Castilla en 1675, cuando solicitaba pensiones y recomendaciones en los organismos de gobierno de la Orden de San Juan en Castilla y León. Poco a poco, en el entorno geográfico de Sevilla, fue aumentando su estatus dentro de la Orden Militar, así como gozando de mayores ingresos gracias a las pensiones sobre encomiendas que se le iban otorgando. Llegado el momento, Pedro Núñez de Villavicencio se constituyó en el brazo ejecutor, juez y referencia de primera categoría de la Orden de Malta en Sevilla y su comarca.
En 1682 falleció Murillo. Villavicencio, en tanto que amigo y quizás antiguo discípulo del maestro, fue nombrado uno de los albaceas testamentarios del gran pintor sevillano.
La culminación de la carrera como caballero de nuestro personaje tendría su primer paso en 1689, cuando fue agraciado con el nombramiento de comendador por parte del Gran Maestre de Malta, pasando a disfrutar de las rentas de la encomienda de Bodonal de la Sierra (Badajoz). Pocos años después, en 1692, fue designado secretario de la embajada de la Orden de Malta. A partir de ese momento encontramos, salvo descansos, a Núñez de Villavicencio en Madrid, ocupándose de los asuntos de su Orden, reuniéndose con sus compañeros y tratando de asuntos de la embajada. En un momento dado, en 1693 y 1694, incluso debió formar parte de una comisión que acudió a entrevistarse con el rey Carlos II. Seguramente de este momento data la entrega como regalo de la obra más famosa que pintó y que, al pasar a la colección real, hoy se conserva en el Museo del Prado: Juegos infantiles, o Niños jugando a los dados. Se trata de un lienzo que, firmado pomposamente, declara a su autor como hispalense y comendador de Bodonal. En él vemos el tratamiento dulce y amable que Villavicencio da a los temas infantiles, derivado sin duda de Murillo, aunque carezca de la frescura y la corrección del dibujo de éste.
En agosto de 1695 Núñez de Villavicencio, regresaba a Madrid desde Sevilla, donde habría viajado por asuntos personales o para descansar. Seguramente iba a reincorporarse a su puesto, cuando falleció en la posada donde se alojaba. Así se recoge en los libros de cuentas de la recibiduría de Madrid de la Orden de san Juan, en los que se recogen las cuentas debidas a su muerte e, incluso, un somero inventario de sus posesiones en su último momento, así como otros detalles contables.

## Obras destacadas
Se conservan pocas obras seguras de su mano, y algunas de las que se le asignan no son más que atribuciones. Son destacables:
- Niño espulgando a un perro, c. 1650. Museo del Hermitage, San Petersburgo.

- Santa Ana, la Virgen y el Niño. Firmado y fechado en 1677. Museo de Bellas Artes de Valencia.

- Niño atacado por perros, c. 1680. Museo de Bellas Artes de Budapest.

- Niños jugando a los dados, firmado, 1686. Museo del Prado, Madrid.

- Joven pastor con vacas (atribuido). Ferens Art Gallery, Hull.
- Retrato de Raimundo de Soler, Bali de Mallorca, fechado en 1674. Iglesia de Nuestra Señora del Pilar (La Valeta)